# Smithtown (hrabstwo Suffolk)
Smithtown – jednostka osadnicza w Stanach Zjednoczonych, w stanie Nowy Jork, w hrabstwie Suffolk.